# إريك باركر
إريك باركر (بالألمانية: Erik Parker)‏ هو رسام ألماني، ولد في 1968 في شتوتغارت في ألمانيا.